# روز تنهایی
«روز تنهایی» (به انگلیسی: Lonely Day) تک‌آهنگی از گروه موسیقی پراگرسیو متال سیستم آو ا داون است که در سال ۲۰۰۶ میلادی منتشر شد. این یکی از قطعه‌های آلبوم سال ۲۰۰۵ آن‌ها با نام هیپنوتایز بود.
«روز تنهایی» در زمان انتشارش در ایالات متحدهٔ آمریکا تا ردهٔ دهم هر دو جدول مدرن راک و جریان اصلی راک صعود کرد و در چهل و نهمین دورهٔ جوایز گرَمی نامزد دریافت گرمی «بهترین اجرای هارد راک» بود.
ترانه مفهوم مستتر و پیچیده‌ای ندارد؛ در مورد تنهایی است و این‌که چگونه می‌تواند به افراد لطمه بزند. در زمان انتشار «روز تنهایی» برخی محتوای آن را با مرگ برادر دارون ملکیان که گفته می‌شد طی حادثهٔ آتش‌سوزی خانه‌اش کشته شده مرتبط دانستند. نمایش شعله‌های آتش در بعضی پلان‌های موزیک ویدئو هم این فرضیه را تقویت می‌کرد، با این‌حال این سناریو واقعیت ندارد چون ملکیان تنها فرزند خانواده‌اش است.
«روز تنهایی» در سال ۲۰۰۷ به‌عنوان موسیقی تریلر فیلم آشفته استفاده شد.

## افراد مشارکت‌کننده
- دارون ملکیان: گیتار و آواز اصلی
- سرژ تانکیان: کیبورد و خوانندهٔ هم‌خوان
- شاوو اودادجیان: گیتار باس
- جان دالمایان: درامز